# St. Leonhard und Sebastian (Mohrenhausen)

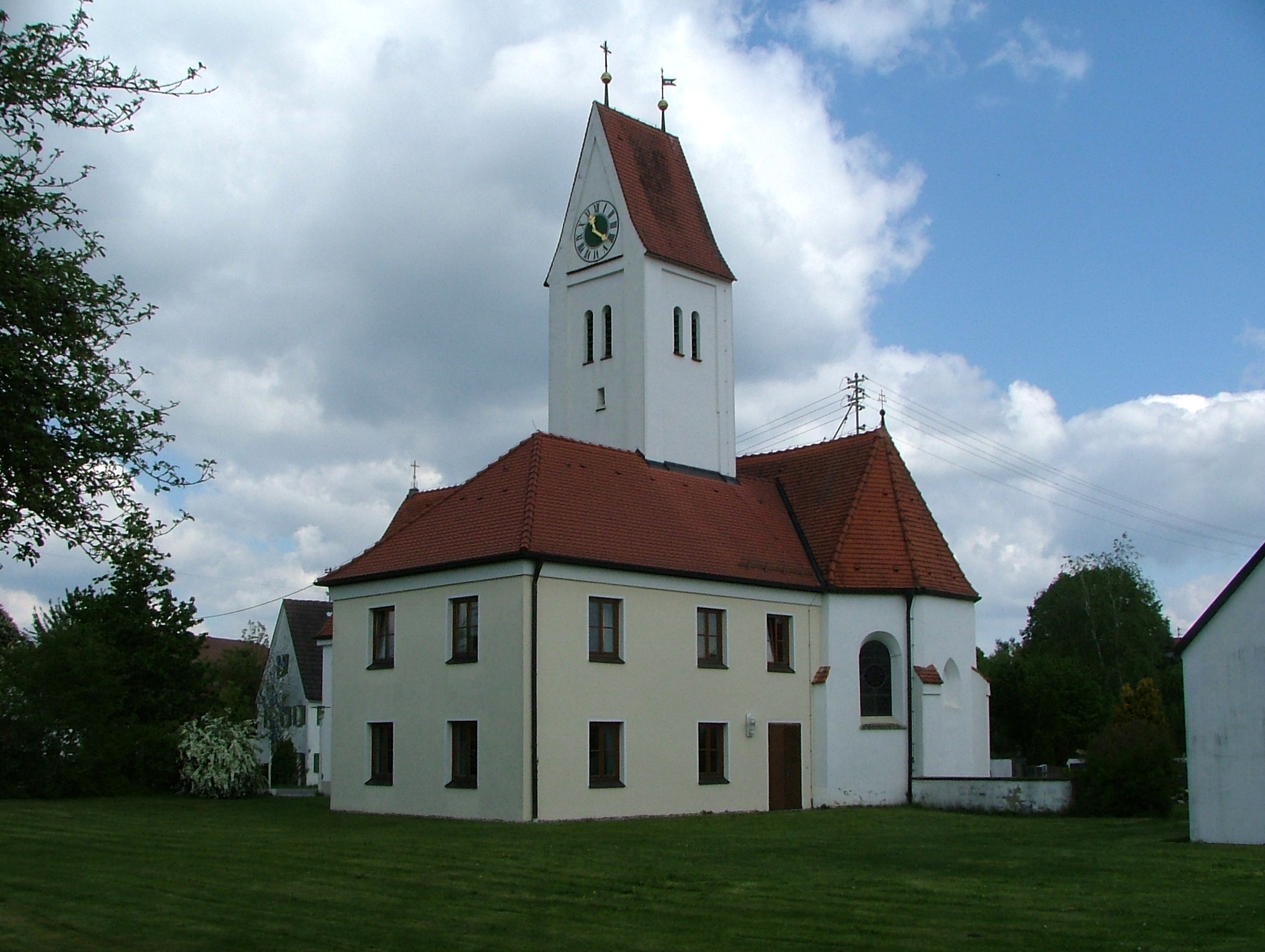
St. Leonhard und Sebastian, Mohrenhausen

St. Leonhard und Sebastian ist eine römisch-katholische Kuratiekirche und steht im oberschwäbischen Mohrenhausen, einem Ortsteil von Kettershausen in Bayern. Die Kirche steht unter Denkmalschutz. Sie gehört zum römisch-katholischen Dekanat Memmingen im Bistum Augsburg.

## Geschichte
Errichtet wurde die Kirche im späten 15. oder im frühen 16. Jahrhundert. Zwischen 1720 und 1730 wurde die Kirche umgebaut und neu ausgestattet. Das Langhaus wurde um 1860 nach Westen verlängert. Zur selben Zeit wurden neue Altäre angeschafft. Die Gemälde an der Langhausdecke stammen aus dem Jahr 1901. Eine umfassende Restaurierung fand 1945 statt.

## Baubeschreibung
Die Kirche besteht aus einem einschiffigen Langhaus. Im Langhaus befindet sich eine Stichkappentonne. An das Langhaus schließt sich der eingezogene, dreiseitig geschlossene Chor an. Der Kirchturm befindet sich an der Südseite des Chores. Dieser ist mit einem Satteldach gedeckt.

## Ausstattung
Das Altarblatt von 1740/1750 des Hochaltares zeigt den hl. Leonhard als Helfer der Notleidenden und des Viehs. Aus der ersten Hälfte des 16. Jahrhunderts stammt das aus Holz gefertigte und gefasste Kruzifix. Michael Stiller schuf in den Jahren 1727–1730 die reichen Bandelwerkstuckaturen mit Akanthusranken und Gitterwerk. In einer neubarocken Holzkartusche findet sich über dem Chorbogen das Wappen der Fugger-Babenhausen. Die Fresken aus der Zeit um 1730 zeigen im Chor den hl. Leonhard und den hl. Sebastian vor der Muttergottes. Die Bilder im Langhaus wurden 1901 von Ludwig Glötzle geschaffen.